# Master of Fine Arts
Master of Fine Arts (MFA o M.F.A.)  è un titolo di studio in belle arti, tra cui arti visive, scrittura creativa, grafica, fotografia, cinema, danza, teatro, altre arti performative e in alcuni casi, management teatrale  o amministrazione nel settore artistico. Si tratta di un titolo di studio dei sistemi educativi anglosassoni che in genere richiede due o tre anni di studi dopo aver conseguito il Bachelor's degree, anche se la durata degli studi varia a seconda del paese o dell'università. Il lavoro didattico è principalmente di natura applicata o performativa e il programma spesso culmina in una mostra di tesi o in uno spettacolo. La prima università ad ammettere studenti al Master of Fine Arts fu l'Università dell'Iowa nel 1940.

## Requisiti
In genere, un candidato per un MFA deve essere in possesso di un Bachelor's degree prima dell'ammissione, ma molti istituti non richiedono che il corso Undergraduate  del candidato sia conforme al percorso di studi proposto nel programma MFA. I requisiti di ammissione spesso consistono in un portfolio campione di opere d'arte o un'audizione di esibizione.

## Confronto con titoli di studio correlati
Il Master of Fine Arts differisce dal Master of Arts in quanto il MFA, pur essendo un programma accademico, si concentra sulla pratica artistica professionale in un campo specifico, mentre i programmi che portano al MA solitamente si concentrano sullo studio accademico, scientifico o critico del settore. Inoltre, negli Stati Uniti, un MFA è solitamente riconosciuto come Terminal degree per i professionisti delle arti visive, del design, della danza, della fotografia, del teatro, del cinema/video, dei nuovi media e della scrittura creativa, il che significa che è considerato il titolo di studio più alto nel suo campo, qualificando un individuo per diventare professore a livello universitario in queste discipline.